# ロンド・ファン・フラーンデレン2005
ロンド・ファン・フラーンデレン2005（Ronde van Vlaanderen 2005）は、ロンド・ファン・フラーンデレンの89回目のレース。2005年4月3日、256kmの距離で行われ、トム・ボーネンが初優勝。

## 結果
|    | 選手名                   | 国籍           | チーム                     | 時間          |
| -- | ------------------------ | -------------- | -------------------------- | ------------- |
| 1  | トム・ボーネン           | ベルギー       | クイックステップ           | 6時間22分00秒 |
| 2  | アンドレアス・クリール   | ドイツ         | T-モバイル                 | + 35秒        |
| 3  | ペーター・ファンペテヘム | ベルギー       | ダヴィタモン＝ロット       | + 40秒        |
| 4  | エリック・ツァベル       | ドイツ         | T-モバイル                 | + 40秒        |
| 5  | ロベルト・ペティート     | イタリア       | ファッサ・ボルトロ         | + 40秒        |
| 6  | アレッサンドロ・バッラン | イタリア       | ランプレ＝カッフィータ     | + 40秒        |
| 7  | ジョージ・ヒンカピー     | アメリカ合衆国 | ディスカバリー・チャンネル | + 1分42秒     |
| 8  | レオン・ファンボン       | オランダ       | ダヴィタモン＝ロット       | + 1分42秒     |
| 9  | セルゲイ・イワノフ       | ロシア         | T-モバイル                 | + 1分42秒     |
| 10 | ウラディミール・グセフ   | ロシア         | チームCSC                  | + 1分42秒     |